# Règle de sélection
En mécanique quantique, une règle de sélection est une condition de symétrie permettant d'affirmer qu'un produit scalaire {\displaystyle \langle \psi \vert \varphi \rangle } ou un élément de matrice {\displaystyle \langle \psi \vert H\vert \varphi \rangle } sera nul sans avoir à le calculer explicitement.

## Règles de sélection dans le couplage lumière matière
Les règles sont principalement utilisées pour étudier la possibilité d'effectuer une transition optique entre deux états (absorption ou émission de lumière). En effet, dans le cadre de la règle d'or de Fermi, une transition optique entre un état {\displaystyle \vert \psi _{i}\rangle } et un état {\displaystyle \vert \psi _{f}\rangle } n'est possible que si l'élément de matrice {\displaystyle \langle \psi _{i}\vert H\vert \psi _{f}\rangle } est différent de {\displaystyle 0}. Dans cette formule, {\displaystyle H} est le hamiltonien du couplage lumière-matière. Il comporte plusieurs termes, dont le principal est le terme dipolaire électrique
{\displaystyle H=\mathbf {{\hat {d}}.E} ,}
où d = -er est le moment dipolaire électrique et E est le champ électrique à la position de l'électron.